# 테디 숄텐

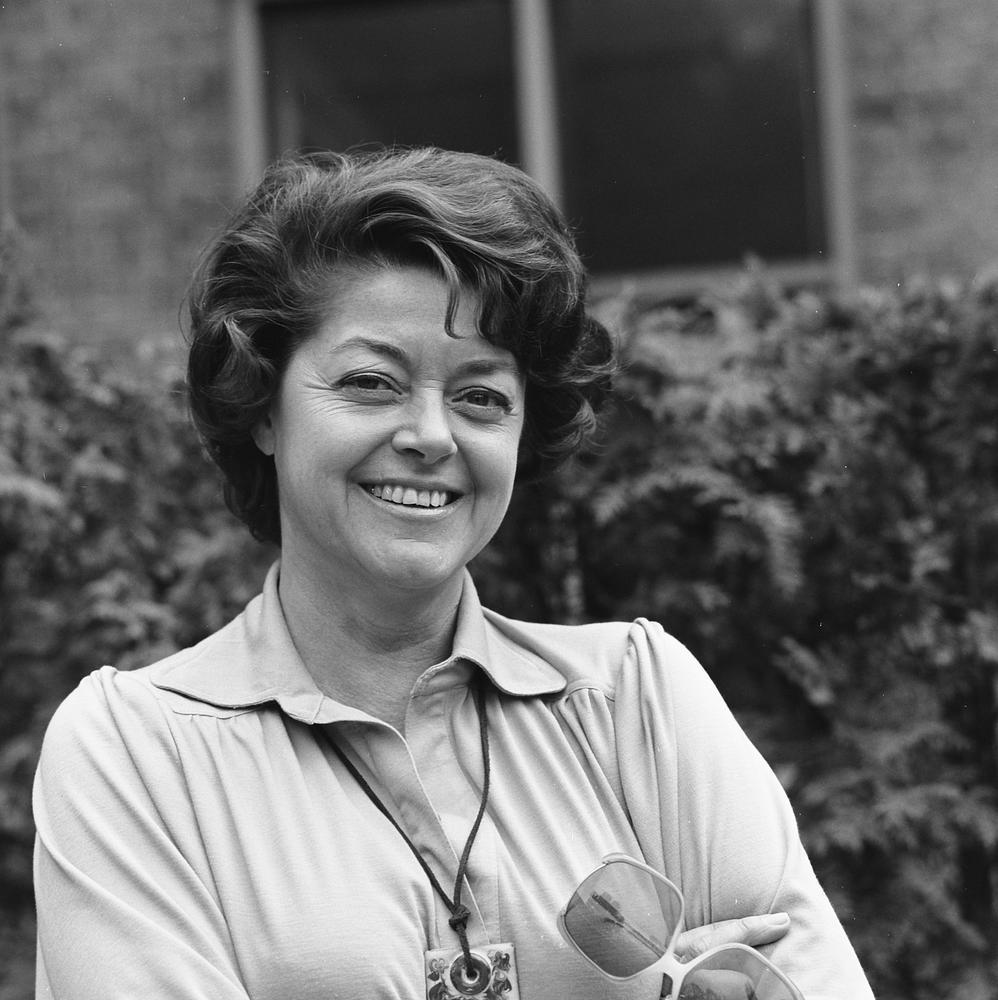

테디 숄텐(Teddy Scholten, 본명: Dorothea Margaretha "Teddy" Scholten, 1926년 5월 11일 ~ 2010년 4월 8일)은 네덜란드의 가수이자 텔레비전 사회자이다. 유로비전 송 콘테스트 1959에서 네덜란드를 대표하여 Een beetje라는 곡으로 우승했다.

## 경력
1950년에 코카콜라 컴퍼니의 초대를 받고 미국의 한 쇼에서 공연했다. 미국에서 공연한 최초의 네덜란드 대중 음악 아티스트들 중 한 명이었다.